# Théorie des signatures
Pour les articles homonymes, voir Signature (homonymie).

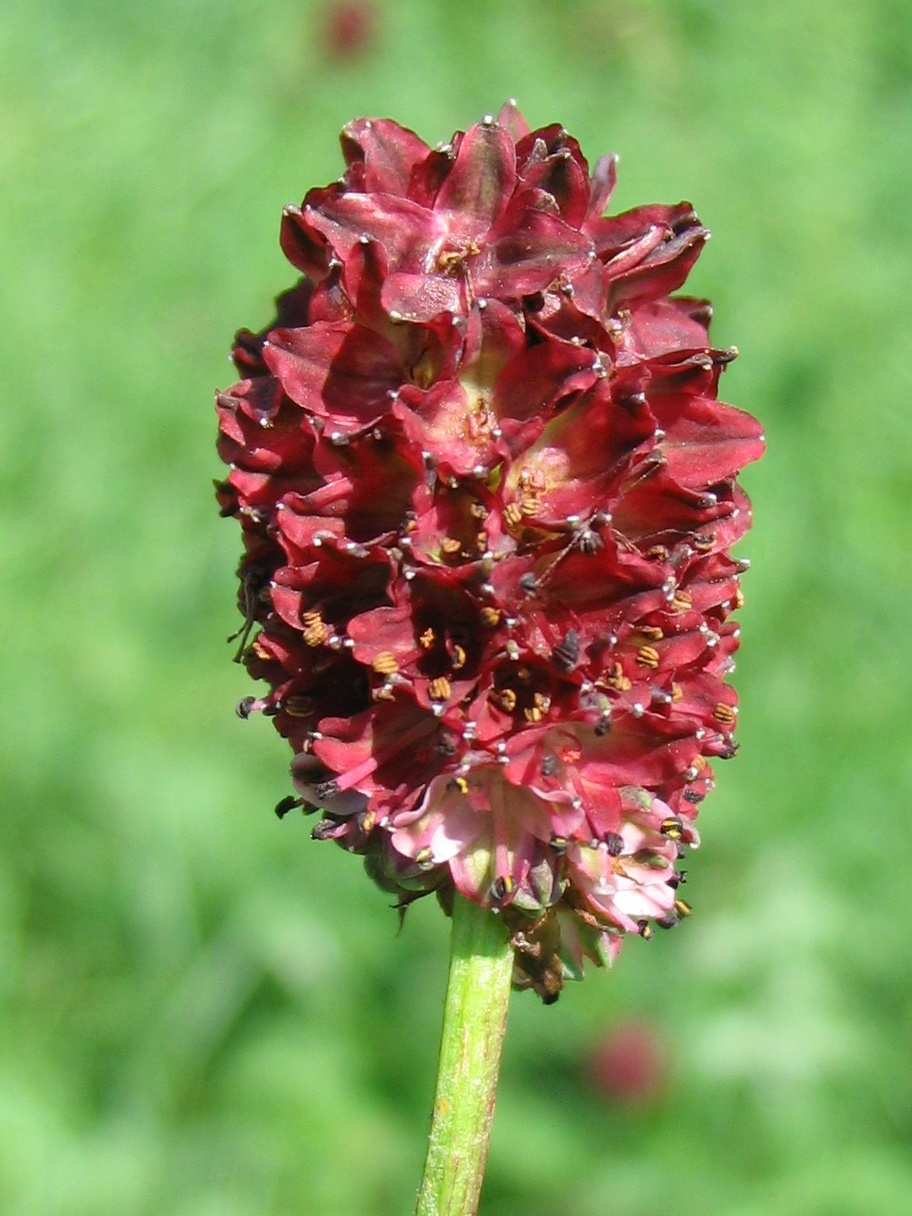
Sanguisorba officinalis, la grande pimprenelle. Son nom latin vient de la couleur rouge des fleurs, qui faisait croire à sa capacité d'absorber le sang. En réalité, ses propriétés hémostatiques seraient dues à la présence d'une concentration élevée de tanins dans les racines.

La théorie des signatures ou  principe de signature est un mode de compréhension du monde dans lequel l'apparence des créatures, principalement des végétaux, est censée révéler leur usage et leur fonction. Elle s'applique surtout aux plantes médicinales, en vertu de leurs pouvoirs thérapeutiques.
Une théorie des signes indicateurs, développée depuis l'Antiquité puis dans l'Occident médiéval et pendant la Renaissance, a été reprise par de nombreux médecins, botanistes et alchimistes. Elle devient au XVIe siècle une théorie des signatures systématisée avec les figures marquantes que sont le Suisse Paracelse, qui formule le principe similia similibus curantur « les semblables soignent les semblables », et l'Italien della Porta, qui pousse la théorie à l'extrême.
Elle est largement contestée dès le XVIIe siècle et totalement abandonnée par le monde savant du Siècle des Lumières. 

## Historique

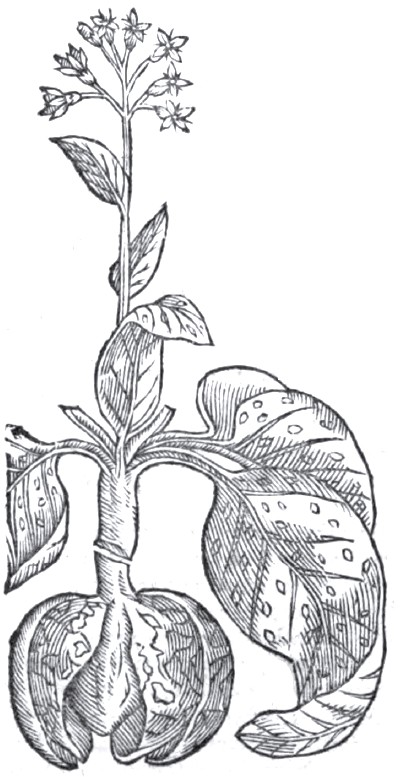
Représentation de la pulmonaire dans le Phytognomonica de Jean-Baptiste de Porta, évoquant la disposition du cœur et des poumons.

### Antiquité
Dès l'Antiquité se forme la conception d'une relation triangulaire entre les hommes, les plantes et les dieux (ou les forces cosmiques, selon les civilisations). L'utilisation de plantes médicinales s'inscrit dans des « croyances phytoreligieuses », où le cosmos lui-même apparaît comme un être vivant, dont toutes les parties (astrales, minérales, végétales, animales...) sont reliées par un phénomène de sympathie universelle. Ces conceptions se développent en Égypte, au Moyen-Orient, en Inde et en Chine.
Le monde grec reprend ces conceptions et ce savoir accumulé, les passant au crible de la réflexion théorique (Aristote, Platon) et de la pratique médicale (Hippocrate, Galien). Ainsi, le terme grec de pharmakon ou pharmaka (remède(s)) a pu être associé à l'égyptien ancien phrt nt hk, de même que le terme égyptien Kmt (noir) aurait donné le grec khêmia (magie noire) et, par l'intermédiaire du grec, l'arabe al-kimiya (alchimie),.
Pour les médecins et botanistes grecs, les pharmaka sont les substances végétales à l'action ambivalente (remède ou poison) dont il faut maîtriser la dynamis ou potentialité d'action et de transformation. La première synthèse d'envergure sur la théorie de la dynamis est celle de Dioscoride dans son Traité de matière médicale. 
En sus de la richesse des informations pratiques, du classement et de l'organisation du savoir, Dioscoride propose une théorie globale, où le pharmakon s'inscrit dans l'histoire de la création du kosmos ou cosmogonie. Par exemple, les parfums appartiennent à l'âge des dieux, et les minéraux à l'âge du fer. Les parfums, étant chauds, sont utilisés pour traiter les troubles gynécologiques, dus à un excès d'humidité. Les minéraux, froids, traitent les affections cutanées dues à un excès de chaleur. Le principe appliqué ici est le principe des contraires : le médicament doit agir à l'inverse du processus de la maladie.
Durant l'Antiquité tardive, à partir du IIIe siècle ap. J.-C., une tradition alchimique se développe dans le contexte philosophique du néoplatonisme et de l'hermétisme, des traditions orientales, et des religions révélées (Kabbale, mystique chrétienne, alchimie en Islam...). Dans ce contexte, « la providence divine a voulu que l'homme soit accablé de maladies, mais en même temps, elle a pris soin de faire pousser des plantes appropriées à la guérison de chacun de ses maux ».

### Moyen Âge
À partir de cette conviction, la phytothérapie médiévale s'oriente dans deux directions : l'une, astrologique, cherchant à mettre en rapport les plantes avec les astres, l'autre à définir les vertus des plantes d'après leur forme (feuilles), leur couleur, leurs appendices, leurs sucs, etc..
La cosmogonie médiévale est représentée par la Genèse, où la création est le résultat du Verbe de Dieu. Tous les êtres de l'univers ont été créés pour servir l'homme, matérialisation de la parole divine, ils portent leur signification par eux-mêmes. Leur seule existence indique ce qu'ils sont et ce à quoi ils servent. C'est la théorie des signes ou des signatures, comme le tailleur de pierre qui imprime sa marque, Dieu a placé les siennes sur ses créatures. Il suffit de savoir les reconnaître.
Un exemple est celui de l’Hermodacte, ou « Doigt de Mercure », une mystérieuse racine, dont l'aspect évoque les déformations des doigts provoquée par la goutte. Cette racine est utilisée pour traiter les articulations, ainsi que le décrit Henri de Mondeville (1260 † 1320) : « Hermodactylus en grec, Doigt de Mercure, Colchicon, en arabe Surandjan ; on dit qu'il est la Thériaque des articulations ».
La théorie des signatures ne se limite pas aux plantes médicinales, elle peut s'étendre à tous les objets de façon encyclopédique. Les bestiaires et les lapidaires sont des traités décrivant les vertus des animaux et des minéraux. Tout est signe et tout peut avoir du sens, que la donnée soit réelle ou imaginaire, en particulier pour exprimer la doctrine chrétienne. Ainsi les lionceaux naîtraient mort-nés pour ressusciter au troisième jour, à l'image de la résurrection du Christ. Cette signature fait du lion un symbole christique. 

### De la Renaissance aux Lumières
L'idée de signature est reprise par auteurs comme Otto Brunfels (1488-1534), Leonhart Fuchs (1501-1566), Nicholas Culpeper (1616-1654) et surtout Oswald Crollius (1560-1609) avec son Tractatus de signaturis.  
La figure dominante reste celle de Paracelse (1493-1541), profondément chrétien, mais aussi érudit  des traditions alchimiques, de la pensée grecque, et du folklore germanique. Il interprète la création divine comme un processus alchimique. En s'opposant à la logique d'Aristote et à la médecine de Galien, il veut fonder une médecine nouvelle sur une chimie (iatrochimie ou chimiatrie). 
Selon Paracelse, les formes sèches des plantes ne représentent que de la matière. Le pouvoir des plantes réside dans une essence qu'il appelle « archée », force divine (souffle de dieu), ou quintessence (littéralement ce qui est obtenu après une quintuple distillation ou sublimation). 

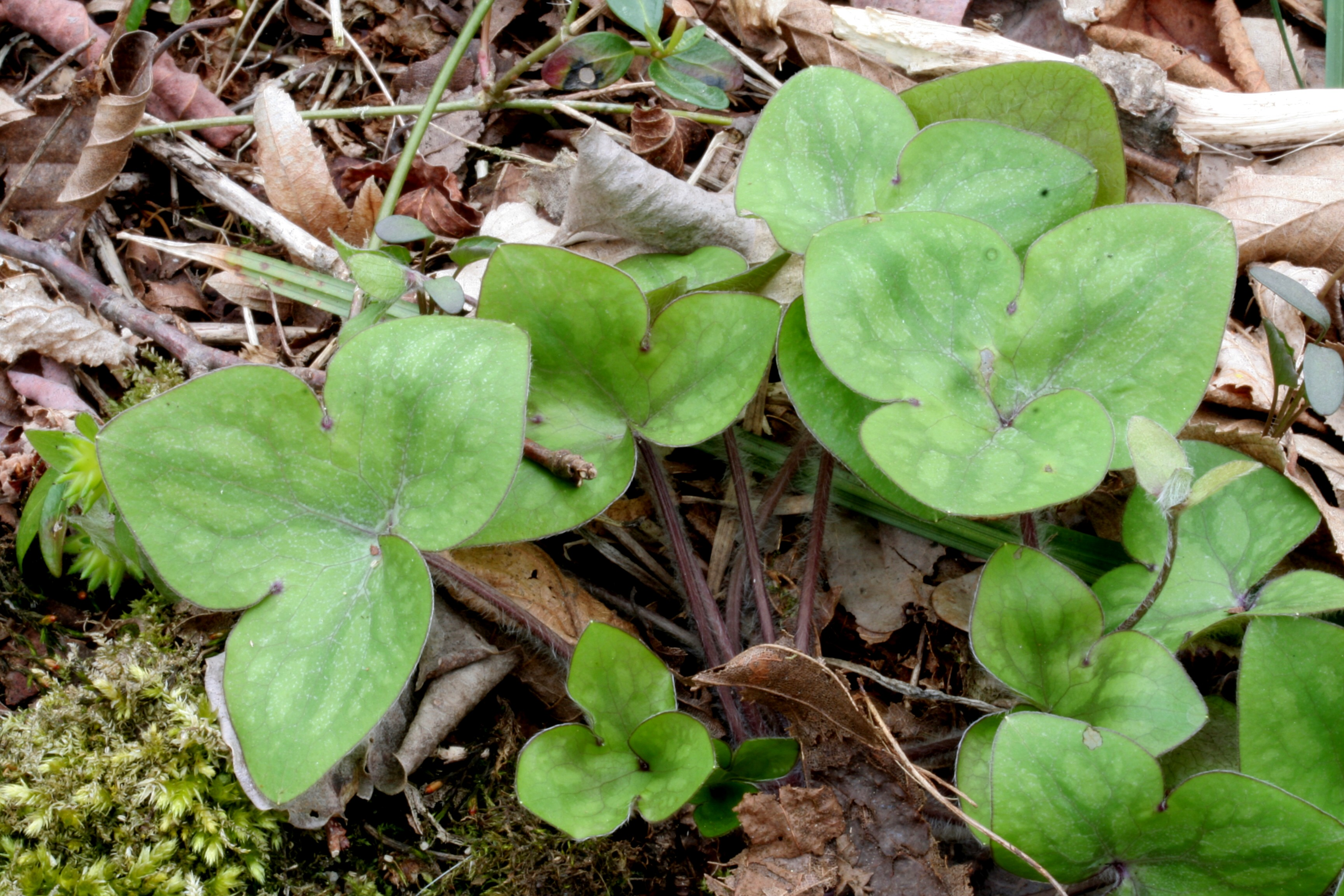
Les trois lobes des feuilles dHepatica nobilis, ainsi que la teinte rougeâtre de la face inférieure, évoquent le foie, et ont longtemps fait croire que cette plante était efficace dans le traitement des affections de cet organe, d'où son nom.

La maladie est le résultat d'une force extérieure mauvaise qui s'attaque à l'archée d'un organe. Le traitement vise à restaurer l'archée malade par une archée médicamenteuse. Contrairement au principe de traitement par les contraires, le traitement se fait par action semblable. Une maladie provoquée par un poison doit être traitée par un poison semblable, la différence entre remède et poison résidant dans la préparation et le dosage,.
Pour ces plantes-médicaments, Paracelse se fait le défenseur de la théorie des signatures qu'il définit ainsi « tout ce que la nature enfante, elle le forme selon l'essence de la vertu qui lui est inhérente ». La forme est l'expression parfaite et indissociable d'une fonction. Ainsi les plantes à latex augmentent le lait chez la femme ou la puissance séminale chez l'homme ; les plantes charnues ou crassulantes (poussant en milieu aride, rocailles, entre les pierres des murs...) développent la chair chez les amaigris ; les plantes aux feuilles en forme de cœur, de poumon, ou de foie soignent les maladies correspondantes, etc..
À la fin du XVIe siècle, la théorie des signatures atteint un point extrême avec la Phytognomonica de Jean-Baptiste de Porta (1539 † 1615). Ce dernier met en parallèle l'homme et les plantes, décrivant longuement toutes les analogies de forme et similitudes d'aspect comme autant d'indices d'utilisations. C'est un point d'orgue, après quoi la théorie décline peu à peu. Jugée catalogue caricatural, elle disparaît, du moins en tant que telle, à la fin du XVIIIe siècle, entre autres par l'ironie de Voltaire et la nomenclature de Linné.

## Exemples

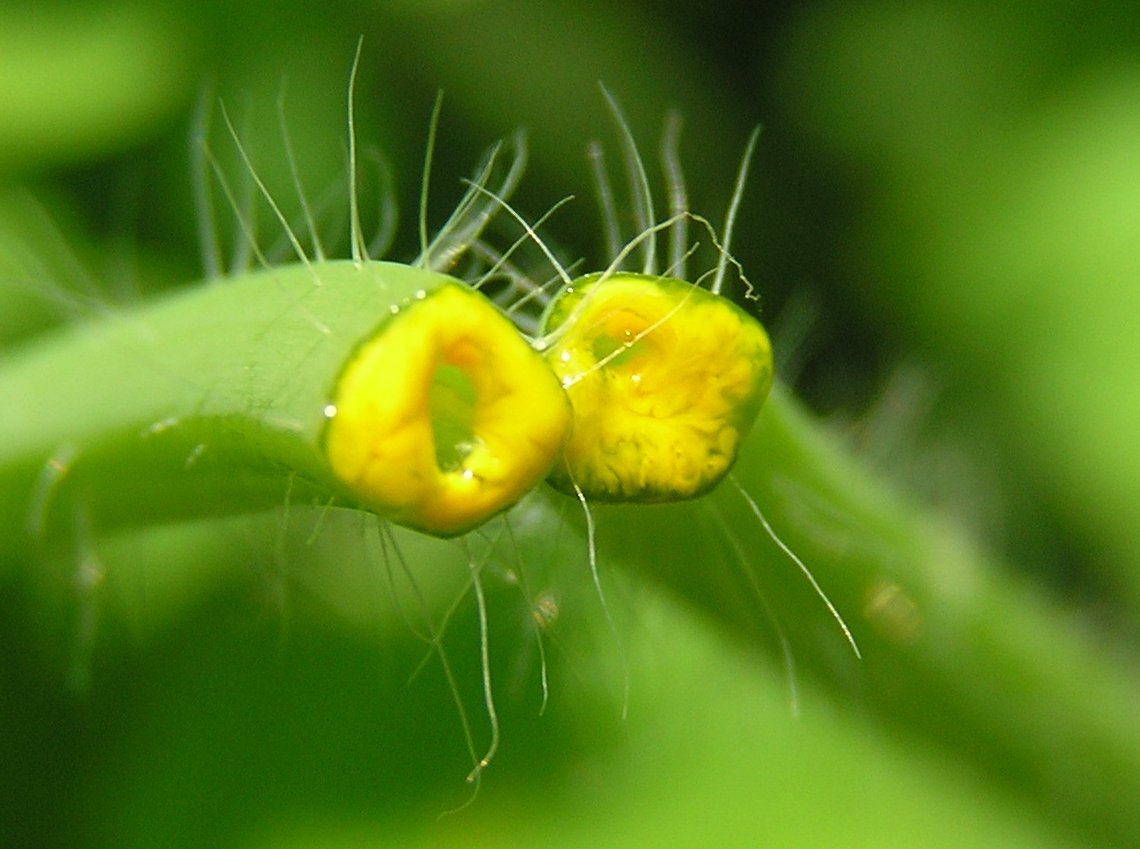
Le latex jaune de la chélidoine lui valait sa renommée dans le traitement des ictères.

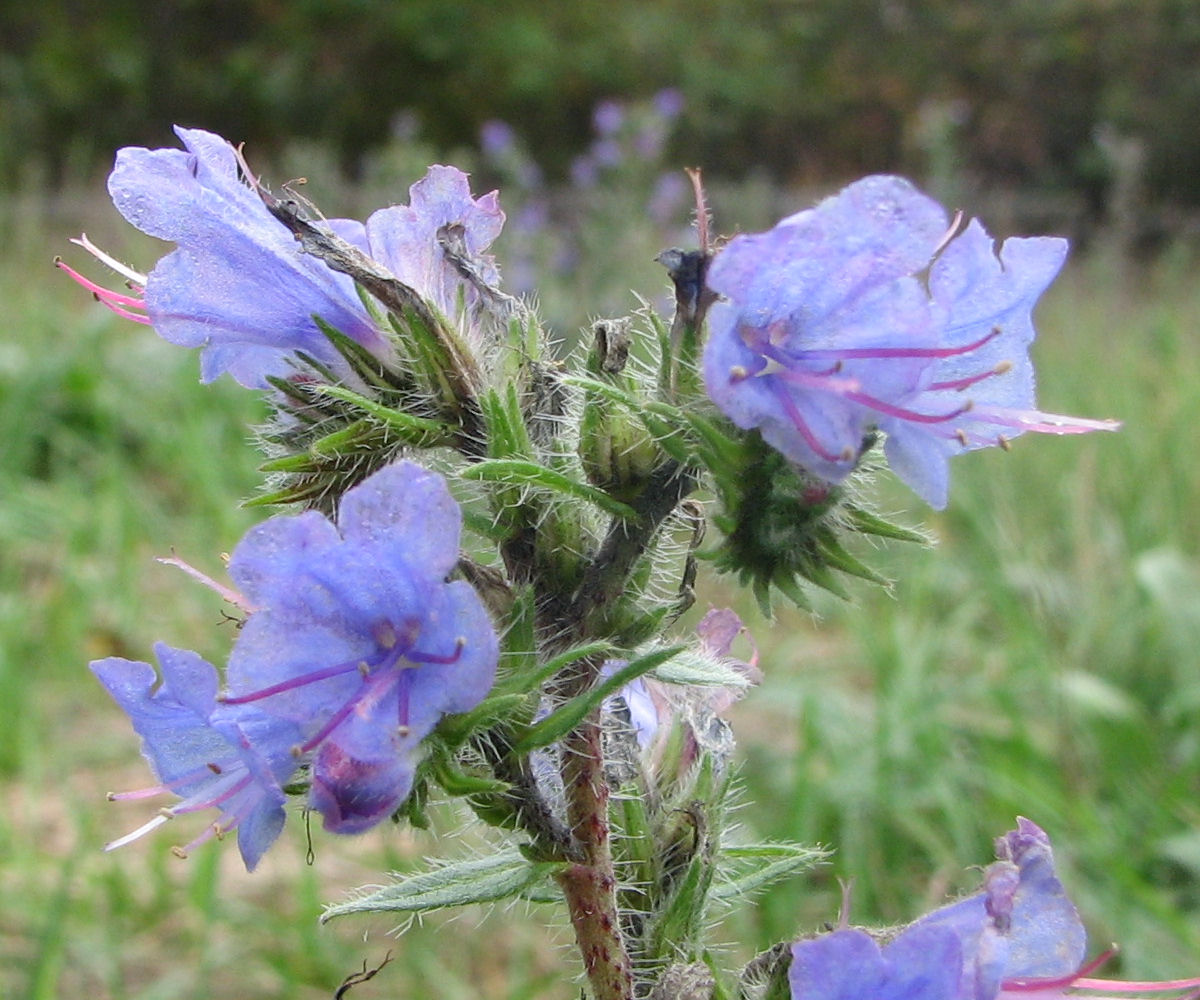
La vipérine commune, dont les ressemblances avec la vipère sont multiples (tige maculée de petites taches rappelant la peau de ce serpent, corolle à lobes inégaux évoquant la gueule de l'animal, style blanc ressemblant à sa langue bifide), était recommandée comme remède aux morsures de serpents.

Les exemples sont extrêmement nombreux, et de valeur très diverse, plus ou moins justifiée. La théorie des signatures associe ainsi l'intérieur comestible d'une noix, avec le cerveau humain[réf. nécessaire]. 
De même, pour l'aspect de leurs feuilles, fleurs ou graines :
- Pulmonaire officinale (Pulmonaria officinalis) utilisée pour le traitement des affections respiratoires.
- Hepatica nobilis, l'hépatique à trois lobes : utilisée pour le traitement des affections du foie, en raison des feuilles au-dessous rougeâtre, à trois lobes, comme cet organe.
- Sagittaria sagittifolia, la sagittaire, était utilisée pour guérir les plaies occasionnées par les flèches.
- Echium vulgare, la vipérine commune, était réputée guérir les morsures de serpent, ses graines ayant quelque ressemblance avec la tête d'une vipère[14].

Pour la couleur :
- Sanguisorba officinalis, la pimprenelle. On pensait que sa couleur rouge était due à sa capacité d'absorber le sang, d'où son nom. Elle aurait des propriétés hémostatiques.
- Chelidonium majus, la chélidoine : utilisée dans le traitement des ictères, à cause de la couleur de son latex. La plante présente bien des propriétés thérapeutiques, mais est également toxique.
- Centaurea cyanus, le bleuet, par le bleu céleste de ses fleurs, pour traiter les affections oculaires.
- Toute racine rouge est susceptible d'être utilisée contre les « maladies du sang  », les hémorroïdes, etc. comme celle de la ficaire qui évoque des veines hypertrophiées, ou celle de la ratanhia[15].

Il existerait un mythe universel des plantes à latex, réputées pour favoriser le lait, le sperme, la fertilité... et lutter contre tous les écoulements purulents. Il en est de même pour les plantes à résine censées favoriser la cicatrisation. Les plantes pubescentes (à feuille ou tige garnie de poils) étaient recommandées pour traiter la calvitie. Les lamiaceæ sont proposées contre la fièvre quarte (une forme de paludisme), car leur tige est à section carrée.
Les Orchis, et tout particulièrement l'Orchis bouc (Himantoglossum hircinum) étaient évoqués lors d'épisodes d'orchites, en raison de l'aspect des deux tubercules, rappelant des testicules. De nombreuses plantes « phalliques  » ont pu avoir une réputation aphrodisiaque, comme le saucissonnier en Afrique ou l'asperge en Europe.
Au XVIIIe siècle le pasteur Edward Stone fait le raisonnement suivant : le saule blanc, qui pousse dans les prairies inondées et les marécages doit guérir les fièvres et les rhumatismes provoqués par l'humidité. Il extrait de l’écorce du saule (déjà connue depuis l'antiquité) une poudre blanche, d'où sera isolée plus tard l'acide salicylique, précurseur de l’aspirine. 
D'autres plantes sont censées traiter tous les maux, notamment les racines vaguement anthropomorphes, comme celles de la mandragore en Europe et du ginseng en Extrême-Orient.
Un missionnaire jésuite en Amérique du Sud, Nicolas Monardes (1569-1574), découvre la Passiflore (fleur de la passion). Il s'en sert pour représenter la Passion du Christ  auprès des indigènes : les filaments représentent la couronne d’épines, l'ovaire évoque l'éponge trempée dans du vinaigre au bout d'une tige, les sépales et pétales honorent les 10 apôtres restés fidèles, le pistil représente les 3 clous qui ont servi à crucifier Jésus, les étamines représentent les 5 plaies du Christ, les stigmates évoquent la croix. Ainsi la passiflore a eu une valeur de panacée durant plus d'un siècle. Au XXe siècle, on lui accorde une valeur sédative et analgésique.

## Critiques

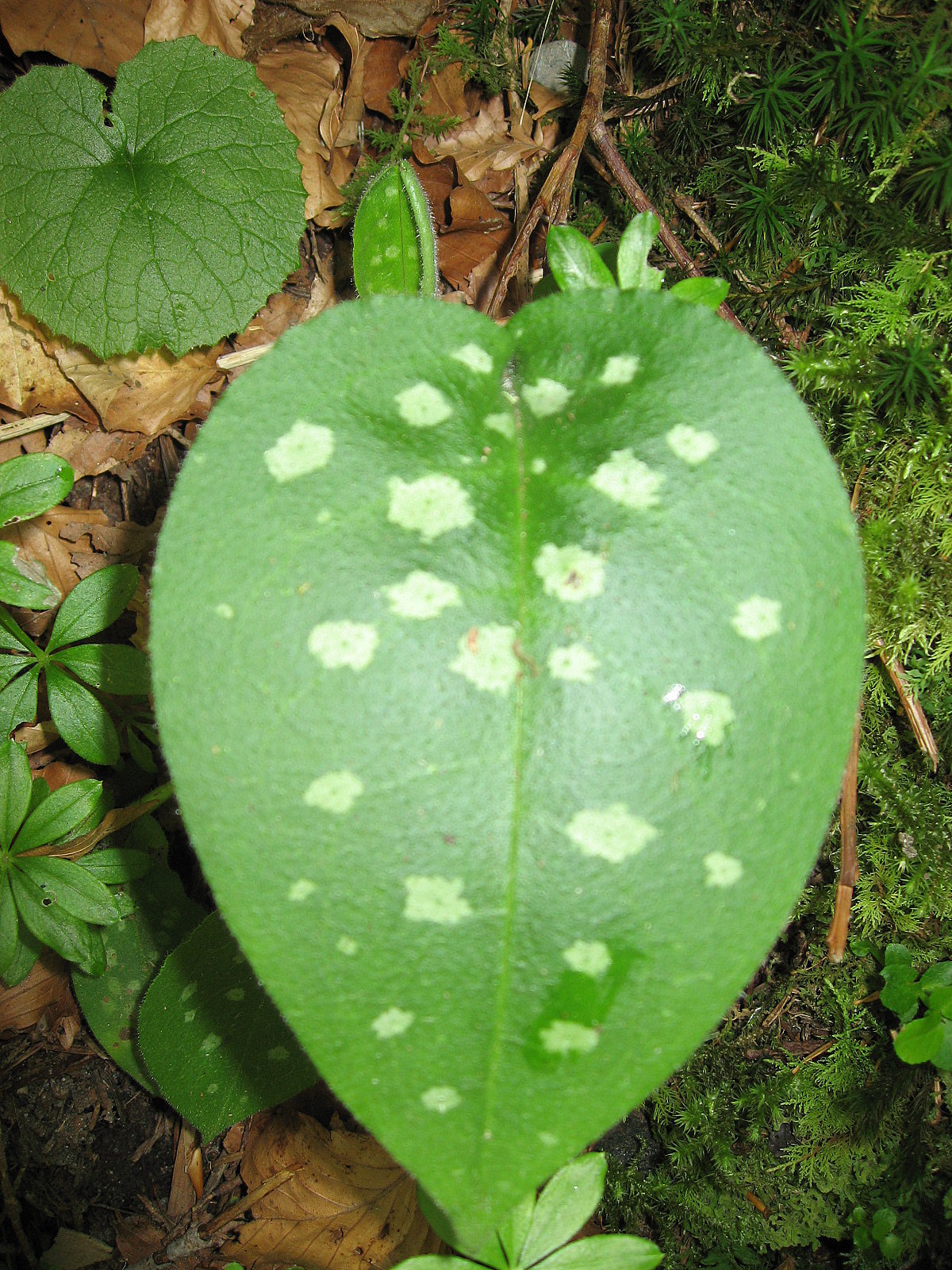
Les feuilles tachetées de la pulmonaire évoquaient la forme des alvéoles pulmonaires pour les anciens, qui l'utilisaient comme traitement des pathologies respiratoires.

La théorie des signatures a été diversement jugée selon les périodes. D'abord comme un système ridicule et naïf, une manifestation de sottises obscurantistes, contre lesquels la Raison, puis les sciences biologiques et physico-chimiques ont dû se construire. Ce jugement est dominant au cours du XIXe siècle et au début du XXe siècle.
Durant le XXe siècle, un nouveau courant apparait où la théorie des signatures et les mentalités occultes ou magiques sont vues comme une étape nécessaire et préparatoire, une sorte de passage obligé, vers la rationalité moderne. Il s'agit alors d'en montrer l'apport positif, ce en quoi la théorie des signatures peut être vraie et utile d'un point de vue contemporain.
Vers la fin du XXe siècle, les points de vue précédents sont jugés plus ou moins anachroniques ou anhistoriques (critique d'une histoire des sciences destinée à porter un message pédagogique). La théorie des signatures et les savoirs médiévaux ou de la Renaissance sont étudiés pour eux-mêmes, dans leur contexte culturel et historique (histoire des sciences confrontée à l'ethnologie).
Pour ce dernier courant, la distinction science/magie ou rationnel/irrationnel est une distinction moderne, guère pertinente pour cette période qui était porteuse d'une double tradition contradictoire. Des modes de pensée, incompatibles d'un point de vue moderne, pouvaient coexister, non seulement dans la société, mais aussi dans l'esprit de chaque savant de l'époque. Ce qu'on appelle raison n'était pas la propriété exclusive d'un groupe ou d'un individu.

## Analyses
La place et le rôle de la théorie des signatures est aussi diversement appréciée, notamment dans le domaine de la théorie de la connaissance.

### Priorité empirique
L'approche communément admise est celle de la priorité de l'expérience empirique. La connaissance des plantes aurait été acquise par des siècles, ou des millénaires, d'expériences alimentaires et sensorielles (odorat, goût, vécu corporel après ingestion...). De là viendrait l'idée d'un médicament d'autant plus efficace qu'il est désagréable, et la bonne réputation des plantes amères et astringentes
La théorie des signatures serait alors une justification a posteriori, une opération mentale ou un jeu de l'esprit. Une analogie arbitraire est présentée comme un principe d'explication de type magique. Ces analogies peuvent varier pour une même plante : par exemple la pulmonaire peut être présentée par ses feuilles tachetées évoquant des crachats, ou des alvéoles pulmonaires, ce qui permet de dater historiquement une analogie. La signature serait ainsi un moyen mnémotechnique au sein d'un savoir encyclopédique médiéval fait d'accumulations mal ordonnées, favorisant la conservation et la transmission du savoir dans ces sociétés à traditions orales,. La signature aurait été ainsi pendant des siècles un moyen pour « reconnaître la plante active et donc de se la procurer, en limitant au maximum les risques d'erreur »; notamment par rapport aux plantes toxiques.

### De l'hypothèse à l'inconscient
D'autres considèrent que la priorité de expérience empirique ne va pas de soi. La signature aurait pu agir comme une « hypothèse de travail ou à vérifier », les expériences retenues n'étant que les réussites renforçant le principe de signature, même si ce dernier s'avère bien souvent erroné ou sans valeur. La théorie des signatures serait ici une démarche a priori.
Cette démarche peut aussi mettre en jeu l'inconscient qui serait présent dans toute perception humaine.  Les remèdes dits « absurdes » du Moyen Âge procèdent d'une tradition savante ancienne, mais aussi de métaphores rarement explicitées, souvent inconscientes. Le psychisme humain conduisant à donner un sens à des coïncidences, notamment lors des reconnaissances des formes, les signatures seraient la manifestation d'un inconscient collectif selon l'approche de la psychologie analytique de Carl Gustav Jung.

### Approche linguistique

Portrait de l'Empereur Rodolphe II par Giuseppe Arcimboldo (1591), l'artiste a inversé la théorie des signatures, l'homme et le végétal se reflètent en jeu de miroirs.

#### De la magie
L'un des grands débats de la Renaissance est celui de la relation entre langage et réalité, entre la tradition d'Aristote où le mot est le signe arbitraire de la chose, et celle de Plotin où le mot exprime et possède l'essence et la puissance de la chose. En termes linguistique cela se traduit par la distinction, ou la confusion, entre signifié et signifiant. Dans la tradition occulte et magique, cette distinction n'existe pas, les mots sont traités comme équivalents aux choses, et peuvent même les remplacer.  
Le nom est efficace par lui-même, ainsi la pierre appelée hématite dit elle-même qu'elle est efficace contre les hémorragies, par son etymon. L'étymologie peut être réelle ou imaginaire (par analogie de syllabes), elle n'en est pas moins toujours démonstrative. 
Par la théorie des signatures, jointe à l'idée de correspondance par les semblables, Paracelse réalise une fusion cosmique. Le monde n'est pas seulement une « signature » de Dieu, l'homme porte en lui une signature qui lui permet d'accéder à la révélation de toutes les autres. Là où les logiciens voient un principe d'analogie, les paracelsiens voient un principe d'identité dans un jeu de miroir sans fin. De là, le simili similibus curantur ou guérison par les semblables. Ce principe d'identité occulte sera critiqué, entre autres par Francis Bacon, et finalement rejeté du monde universitaire vers la fin du XVIIe siècle.

#### À la nomenclature
Au début du XVIIIe siècle, les cultures, le bois et la forêt dominent toujours l'économie, la vie des métiers et des ateliers. Les navires qui partent d'Europe reviennent moins chargés d'or que d'arbres, de plantes, d'aromates et de graines. Dans la profusion des descriptions et dénominations, un nouveau langage s'avère nécessaire. Il faut des terminologies nouvelles qui mettent fin au chaos des apparences trompeuses et périphrases confuses : « queue-de-renard », « herbe du diable », « pied-d'alouette », « sabot de Vénus », « barbe de Jupiter », « dent-de-lion »... 
« La nature nous déborde. Nous sommes fascinés par l'orgie des formes et la débauche des couleurs. C'est le langage qui nous sauvera de cette submersion. Avec et par lui, il faut trier : conserver et inscrire le fondamental, auquel le reste est subordonné ».
Le système de Linné, se basant sur le système sexuel (nombre, proportion et situation des étamines par rapport au pistil) l'emporte sur tous les autres systèmes de classement. Linné fonde non seulement un dictionnaire, mais aussi une grammaire de la botanique, susceptible de rendre compte de toutes les espèces connues et inconnues, en deux mots latins de moins de 12 lettres chacun, accordés à la voix et à l'oreille (pas d'accumulation de consonnes). Ce n'est plus la magie, mais la logique d'une « algèbre florale » qui coïncide avec les végétaux.

Au milieu du XIXe siècle, le but semble atteint :
« Le botaniste sait, à la simple vue d'une feuille ou d'un fruit, déduire l'ensemble de l'arbre ou du végétal. Il ira plus loin. Avec quelques pétales, il déroulera l'univers en entier, parce que la géobotanique l'a informé que la plante implique un sol, un climat, une région, un milieu (...) La science n'est pas la magie, mais elle sait faire ce que l'autre revendique : le diagnostic prédit l'avenir. Elle énonce aussi " l'en deçà " qui n'est pas encore visible ».
Toutefois, le succès de Linné reste limité à une nature comprise comme un ensemble d'espèces fixes. L'arrivée du Darwinisme, suivi de l'évolution biologique renouvelle entièrement le problème. 

## Postérité
- Si vous ne connaissez pas le sujet, laissez ce bandeau (vous pouvez alors contacter les auteurs).
- Si vous supprimez le contenu mis en cause (vous pouvez préalablement contacter les auteurs),

argumentez précisément cette suppression dans la page de discussion
(un manque de référence n'est pas un argument ; une recherche réelle de référence doit avoir été effectuée, être formellement documentée).
Si la théorie des signatures, dans sa forme originale, a disparu du monde savant, elle reste présente dans la société et la culture.
Elle est encore mentionnée par des courants de médecine naturelle utilisant des plantes médicinales ou autres produits. Elle laisse des traces dans la symbolique des couleurs, des goûts, et des odeurs, que ce soit dans l'art floral, la grande cuisine, la dégustation des vins, ou la caractérisation des parfums.
En médecine même, le médicament placebo a fait l'objet d'études sur ses caractéristiques physiques. Un conditionnement exceptionnellement grand impressionne par sa taille, et exceptionnellement petit par sa puissance présumée. Pour les couleurs, le bleu clair est préférable pour les tranquillisants, le rouge ou jaune vif pour les stimulants, le marron pour les laxatifs, etc..
Des courants écologiques actualisent les correspondances entre l'humain et le végétal :  avec des auteurs comme Jean-Marie Pelt, ceux de l'hypothèse Gaïa, ceux posant les problèmes de biodiversité, etc. 
Un courant « spiritualiste » d'observation des phénomènes a persisté jusqu'à nos jours, selon lequel la vision que nous avons du monde nous permet d'entrevoir sa nature essentielle. Un représentant récent de cette tendance est l'écrivain allemand Ernst Jünger.
Elle est aussi présente dans le monde de la communication, des signes, et de la publicité. Le traité Phytognomonica (1588) de della Porta, considéré comme un « paroxysme caricatural » de la théorie des signatures, a été aussi vu comme « le premier ouvrage de publicité par l'image ». Une discipline comme la sémiotique fait de l'image (par ressemblance ou analogie) un type ou un fait de discours.  
Un exemple fameux de campagne publicitaire fut celle de la Renault R14, le véhicule s'inscrivant dans l'image d'une poire, censée associer l'élégance aérodynamique avec la succulence d'une poire. Ce fut un échec commercial.  
Dans le domaine artistique, des courants comme le surréalisme cherchent une autre réalité, par le biais d'associations énigmatiques, comme chez Magritte, posant à nouveau le problème des rapports de ce qui est visible et de ce qui est caché (occulte).

## Littérature
- Théorie des signatures, roman de Joseph Soletier. Éditions du Rocher, 2019.

### Textes historiques
- Jean-Baptiste Porta, Phytognomonica, 1560 (lire en ligne).
- F.V. Mérat & A.J. De Lens, Dictionnaire universel de matière médicale et de thérapeutique générale ; contenant l'indication, la description et l'emploi de tous les médicaments connus dans les diverses parties du globe, ed. J-B. Baillière, Méquignon-Mauvis, Paris, 1831 (lire en ligne).

### Études
- Paul-Victor Fournier, Les quatre flores de France, Dunod, 1939-1940.
- Davy de Virville A., . De l'influence des idées préconçues sur les progrès de la botanique du XVe au XVIIIe siècle. In: Revue d'histoire des sciences et de leurs applications. 1957, Tome 10 no 2. p. 110-119.
- Michel Foucault, Les Mots et les Choses, Gallimard, 1966.
- Danielle Ball-Simon et Piotr Daszkiewicz, L'héritage oublié des signes de la nature, éd. Les Deux Océans, 1999.
- Guy Ducourthial, Flore médicale des signatures, L'Harmattan, 2016.
- Guy Ducourthial, La théorie des signatures végétales au regard de la science, L'Harmattan, 2017.
- Philippe Masson, Jules Masson Mourey 2017, Similia similibus curantur ou la Théorie des Signatures, Challenge, Le magazine du Centre Hospitalier d'Avignon, n°69, p. 14-15.